# Fotboll på Färöarna

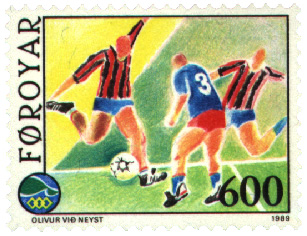
Färöiskt frimärke från 1989 med fotbollsmotiv.

Fotboll på Färöarna har sina rötter i 1800-talet. Fotbollen räknas som landets nationalsport, men Färöarnas fotbollsförbund, Fótbóltssamband Føroya grundades först den 12 januari 1979 och landet blev medlem i Fifa 1988. Landet har aldrig deltagit i något VM-slutspel. Det finns bara två gräsplaner på öarna och båda dessa används vid landskamper, Tórsvøllur i Torshamn och Svangaskarð i Toftir. Den sistnämnda anses som en av världens mest natursköna fotbollsarenor.

## Historik
I april 1892 bildades landets första fotbollsklubb Tvøroyrar Bóltfelag (TB) i Tvøroyri . Det gick flera år utan att fler klubbar bildades, så man fick mestadels spela mot brittiska trålbesättningar samt tillfälliga lag från grannbygden Trongisvágur. Den första etablerade motståndaren för TB blev Havnar Bóltfelag (HB) från Torshamn, som bildades 1904. I Klaksvík bildades Klaksvíkar Ítróttarfelag (KÍ) den 24 augusti samma år , men man fick inte igång fast spel förrän 1911.
1942 började man arrangera ett nationellt färöiskt mästerskap för herrar. Det fanns bara en division Meistaradeildin. Detta mästerskap har därefter fastställt vilket lag som är bäst på Färöarna alla år utom 1944. Mästerskapets struktur har ändrats flera gånger, den av störst vikt 1976, då två divisioner infördes. Ansvaret för mästerskapet låg på det färöiska idrottsförbundet, Ítróttasamband Føroya, fram till dess fotbollsförbundet bildades 1979. 1988 utökades division 1 till tio lag. Så småningom infördes division 3. 2005 döptes division 1 om till Formuladeildin och division 2 och 3 till division 1 respektive 2. Från 2009 heter Formuladeildin, Vodafonedeildin.
1955 infördes den nationella cupen, Løgmanssteypið, som räknas som den näst viktigaste cupen efter Vodafonedeildin.

### Färöiska mästare
Färöiska mästare sedan 1942.
| - 1942 Klaksvíkar Ítróttarfelag - 1943 Tvøroyrar Bóltfelag - 1944 Inget mästerskap - 1945 Klaksvíkar Ítróttarfelag - 1946 B36 Tórshavn - 1947 Sørvágs Ítróttarfelag - 1948 B36 Tórshavn - 1949 Tvøroyrar Bóltfelag - 1950 B36 Tórshavn - 1951 Tvøroyrar Bóltfelag - 1952 Klaksvíkar Ítróttarfelag - 1953 Klaksvíkar Ítróttarfelag - 1954 Klaksvíkar Ítróttarfelag - 1955 Havnar Bóltfelag - 1956 Klaksvíkar Ítróttarfelag - 1957 Klaksvíkar Ítróttarfelag - 1958 Klaksvíkar Ítróttarfelag |  | - 1959 B36 Tórshavn - 1960 Havnar Bóltfelag - 1961 Klaksvíkar Ítróttarfelag - 1962 B36 Tórshavn - 1963 Havnar Bóltfelag - 1964 Havnar Bóltfelag - 1965 Havnar Bóltfelag - 1966 Klaksvíkar Ítróttarfelag - 1967 Klaksvíkar Ítróttarfelag - 1968 Klaksvíkar Ítróttarfelag - 1969 Klaksvíkar Ítróttarfelag - 1970 Klaksvíkar Ítróttarfelag - 1971 Havnar Bóltfelag - 1972 Klaksvíkar Ítróttarfelag - 1973 Havnar Bóltfelag - 1974 Havnar Bóltfelag - 1975 Havnar Bóltfelag |  | - 1976 Tvøroyar Bóltfelag - 1977 Tvøroyar Bóltfelag - 1978 Havnar Bóltfelag - 1979 Ítróttarfelag Fuglafjarðar - 1980 Tvøroyrar Bóltfelag - 1981 Havnar Bóltfelag - 1982 Havnar Bóltfelag - 1983 Gøtu Ítróttarfelag - 1984 B68 Toftir - 1985 B68 Toftir - 1986 Gøtu Ítróttarfelag - 1987 Tvøroyrar Bóltfelag - 1988 Havnar Bóltfelag - 1989 B71 Sandoy - 1990 Havnar Bóltfelag - 1991 Klaksvíkar Ítróttarfelag - 1992 B68 Toftir |  | - 1993 Gøtu Ítróttarfelag - 1994 Gøtu Ítróttarfelag - 1995 Gøtu Ítróttarfelag - 1996 Gøtu Ítróttarfelag - 1997 B36 Tórshavn - 1998 Havnar Bóltfelag - 1999 Klaksvíkar Ítróttarfelag - 2000 VB - 2001 B36 Tórshavn - 2002 Havnar Bóltfelag - 2003 Havnar Bóltfelag - 2004 Havnar Bóltfelag - 2005 B36 Tórshavn - 2006 Havnar Bóltfelag - 2007 NSÍ Runavík - 2008 EB/Streymur - 2009 Havnar Bóltfelag |